# アプリリア・RSV250
アプリリア・RSV250　( Aprilia RSV 250 ) は、アプリリアがロードレース世界選手権250ccクラスに参戦するために製造したロードレーサー。
RSVが1991年にデビューして以降、最終モデルのRSAに至るまでに、幾度のアップグレードを経て通算10回のチャンピオンを獲得 (うち1回はジレラブランド ) し、250ccクラスで最も成功したマシンの一つになった。

## モデル一覧

### 1991年 - 2007年
1991年から2007年にかけては、2つのモデルが登場している。オリジナルのRSVと、そのアップデートバージョンのRSWである。ワークスモデルのRSAの一部のパーツを流用した進化型がRSW250LEの名前でカスタマー仕様マシンとして供給された。
当初はフロントブレーキシステムは273mm径のカーボンディスクか、300mmのカーボンスチールディスクかを選択できたが、1994年以降は255mmまたは273mm径のダブルカーボンディスクのみになった。リアブレーキシステムはカーボンスチールのシングルであり、当初は184mm、1996年以降は190mm径になった。

### 2007年 - 2009年
2007年には新バージョンのマシンが開発され、RSAの型名が与えられた。吸気システムの見直し、ギアユニット・冷却系パーツの再配置など、前モデルから多くの変更が施された。フレームの寸法も変更され、より長いスイングアームが使用できるようになり、加速能力とトラクションが向上した。
新型のエンジンはよりパワフルになり、パワーバンドも広くなった。正常に動作させるためには6,000rpm以上をキープする必要があり、13,500rpmで最大出力を発揮する。
RSAとRSW250LEはアプリリアだけではなく、同じピアジオグループ傘下のジレラ、デルビブランドでも供給されており、バイク自体は同じ物である。